# Antefixa

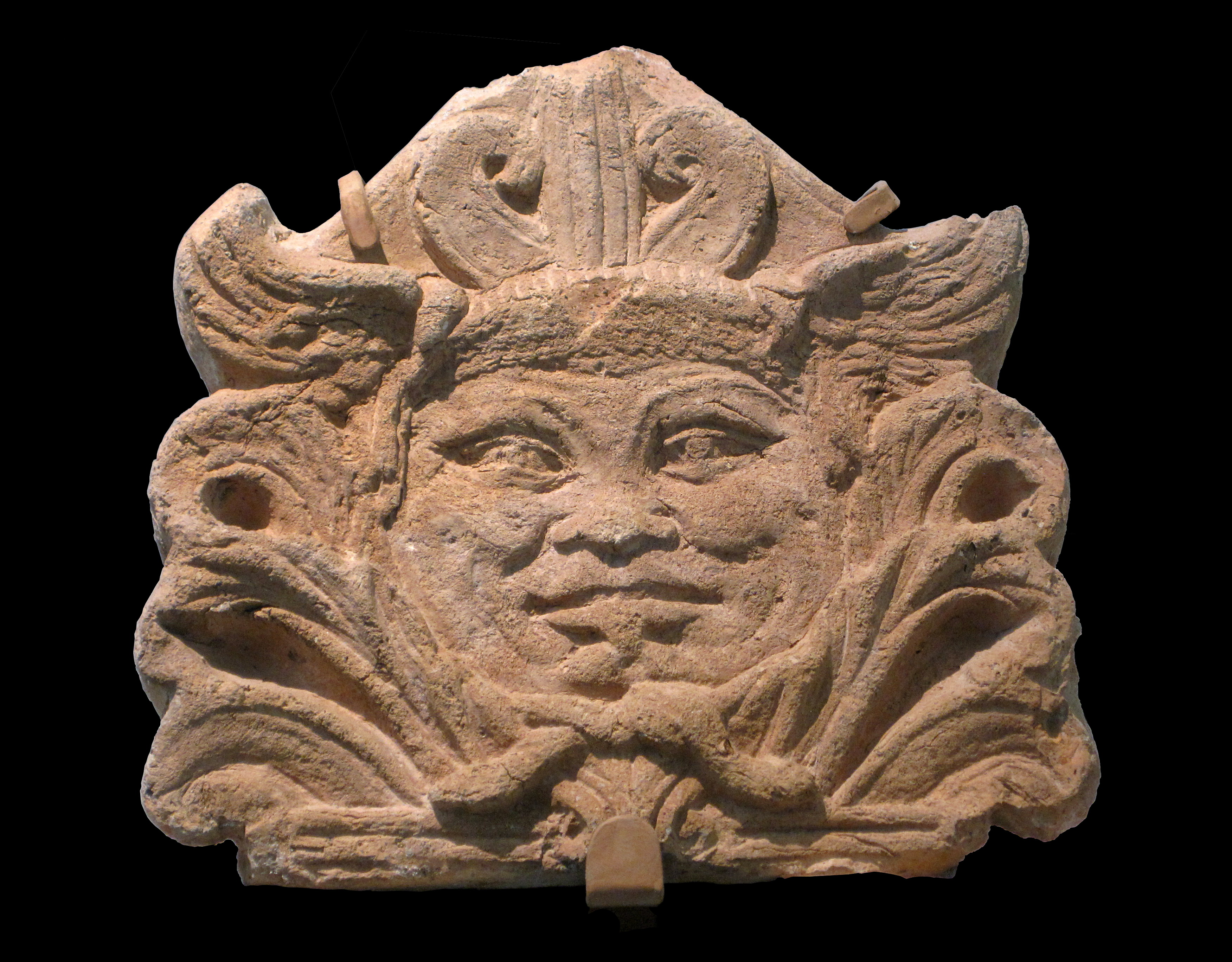
Antefix etrusc de Vulci, segle I aC.

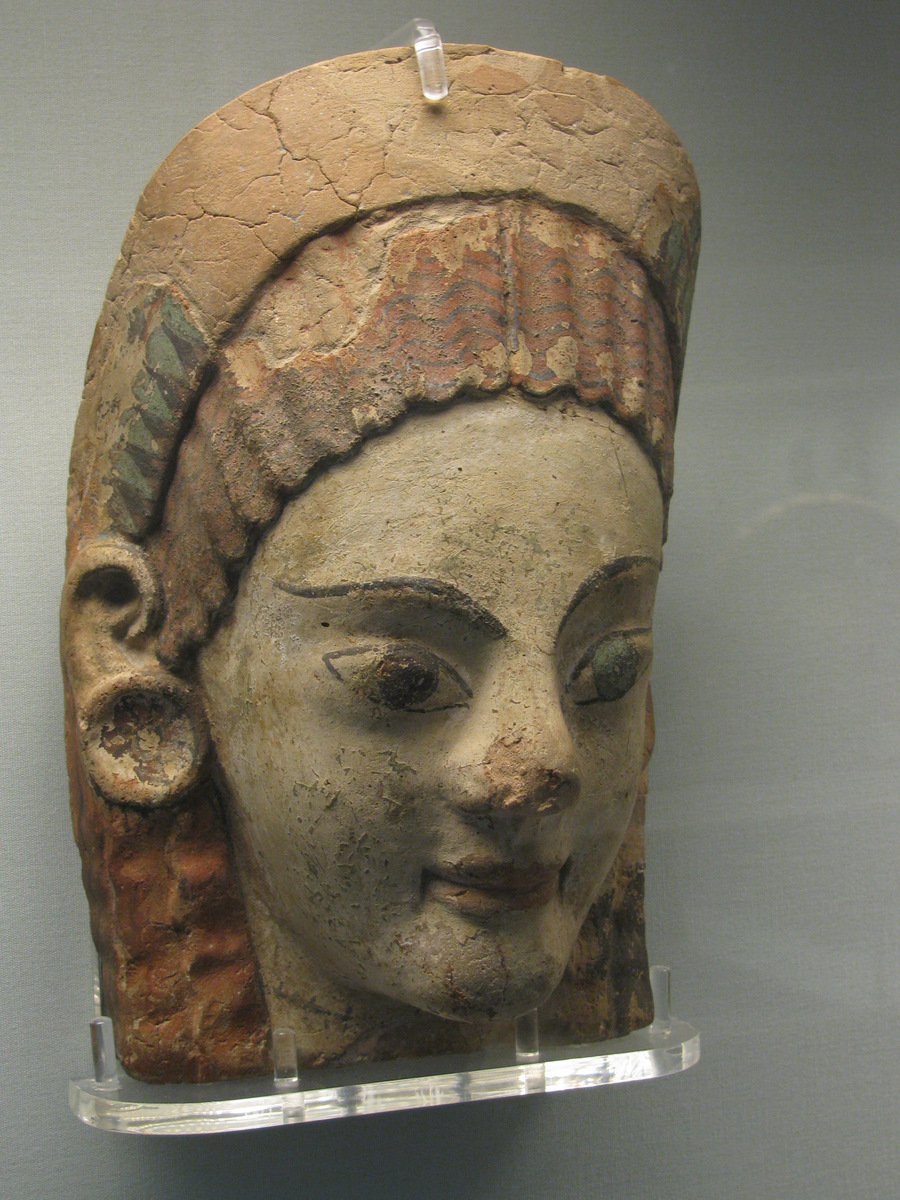
Antefix etrusc de Cerveteri,.

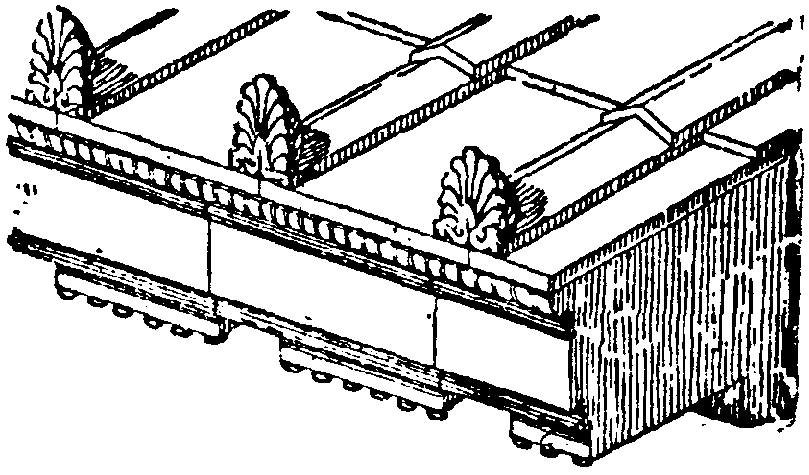
Ubicació dels antefixa.

Antefixa eren uns ornaments d'argila cuita, terracota o altres materials semblants, que presentaven dissenys de diverses formes decoratives, i eren usats generalment en arquitectura com a elements per a decorar edificis o llocs concrets. Normalment recobrien el fris, el ràfec o la cornisa d'una teulada.
El nom antefixa derivava del fet que les decoracions eren fixades a l'argila abans de construir el lloc on havien de ser col·locades. No se'n coneixen exemples grecs i es creu que els romans ho van aprendre dels constructors etruscs.
A Pompeia, el temple d'Isis estava decorat amb antefixa que representaven màscares còmiques. Els volscs decoraven les antefixa pintant-les de colors. Segons Titus Livi, Marc Porci Cató Censorí es queixava de què en el seu temps es menyspreaven les antefixa i s'optava per decorar les cases amb frisos de marbre, com feien a Atenes i a Corint.